# Герне
Ге́рне (нім. Herne) — місто в Німеччині, в землі Північний Рейн — Вестфалія. Міститься між містами Бохум і Гельзенкірхен. Станом на 31 грудня 2011 населення міста налічує 164 244 тисяч людей.

## Історія
До XIX століття на місці Герне розташовувалося невеличке село. Проте після того, як там почали видобувати і перероблювати вугілля, крихітне село стало промисловим містом. 1860 року тут почала роботу перша шахта. У наступні роки населення стрімко зросло за рахунок переселенців із навколишніх сіл і збільшилося майже у двадцять разів. У час Другої світової війни місто неодноразово бомбардувалося, тому було знищено або пошкоджено багато міських будівель.
З 1 січня 1975 р., внаслідок адміністративної реформи, як окрема частина (нім. Ortsteil), до міста було приєднано Ванне — Айкель (нім. Wanne — Eickel, або Herne II).
Офіційна сторінка (нім.) [Архівовано 28 вересня 2013 у Wayback Machine.]

## Населення
Станом на 31 грудня 2011 року населення міста становить 164 244 жителів.
| Рік  | Населення |
| ---- | --------- |
| 1995 | 180 029   |
| 2000 | 175 661   |
| 2005 | 171 831   |
| 2010 | 165 632   |

## Міста-побратими
- Енен-Бомон, Франція (1954)
- Вейкфілд, Велика Британія (1956)
- Ометепе, Нікарагуа (1988)
- Білгород, Росія (1990)
- Айслебен, Німеччина (1990)
- Конін, Польща (1991)

## Галерея

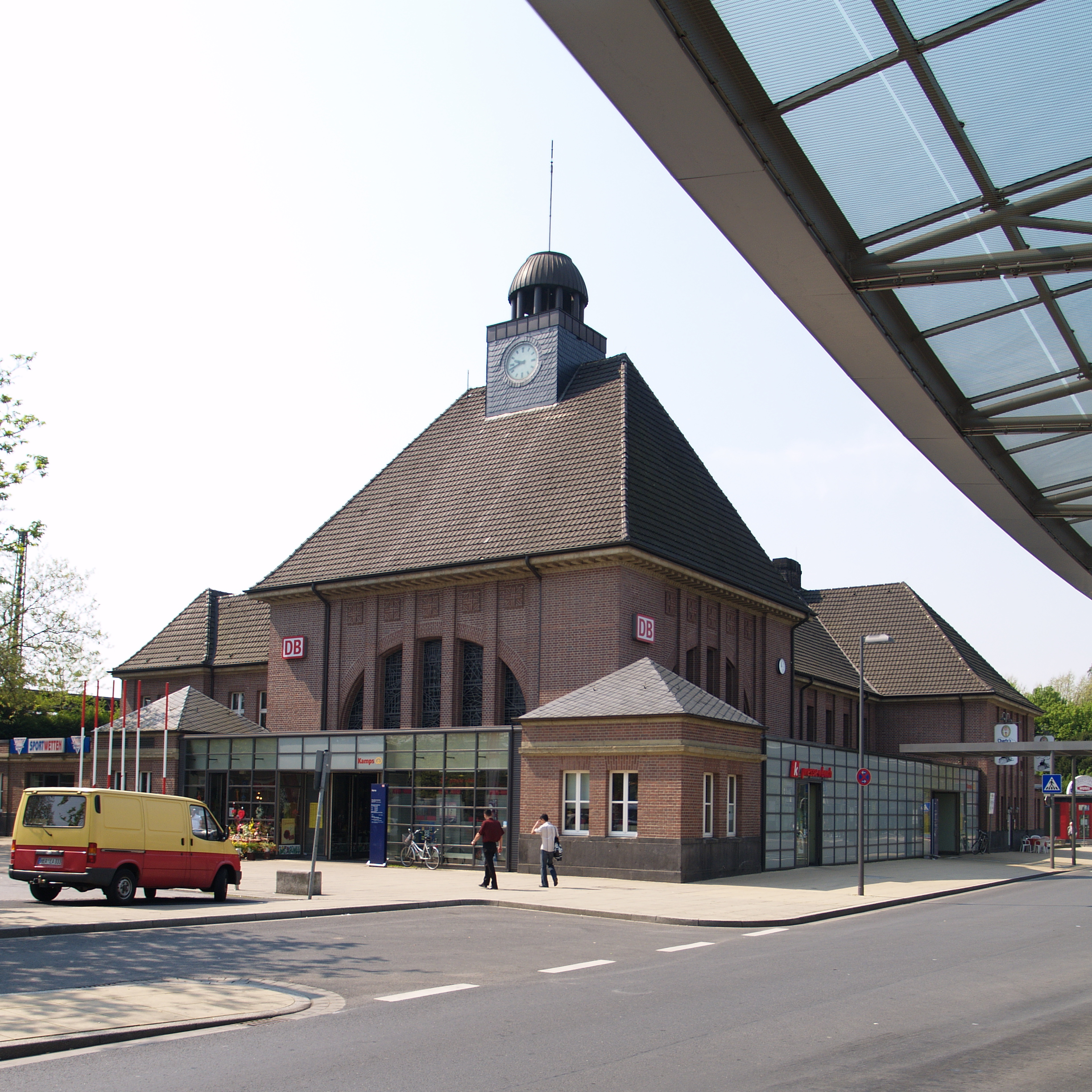
Вокзал у Герне
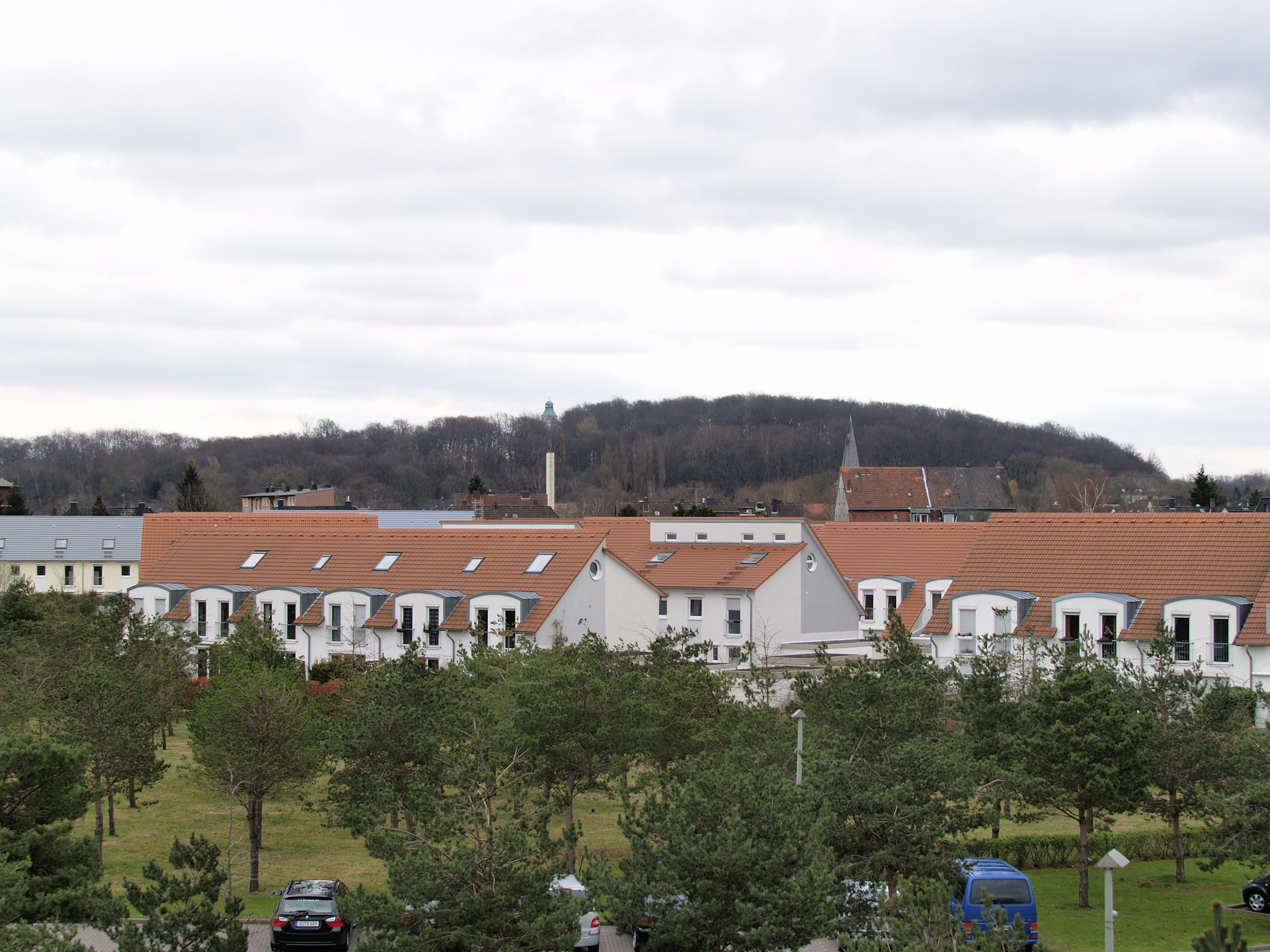
Парк у Герне
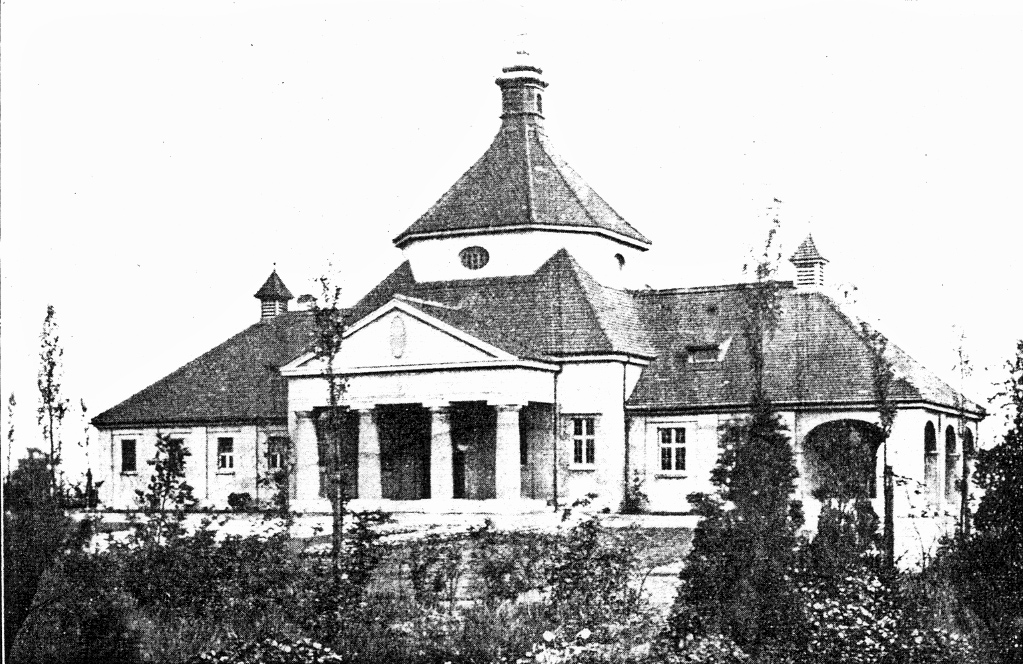
Каплиця у Герне, 1912 рік
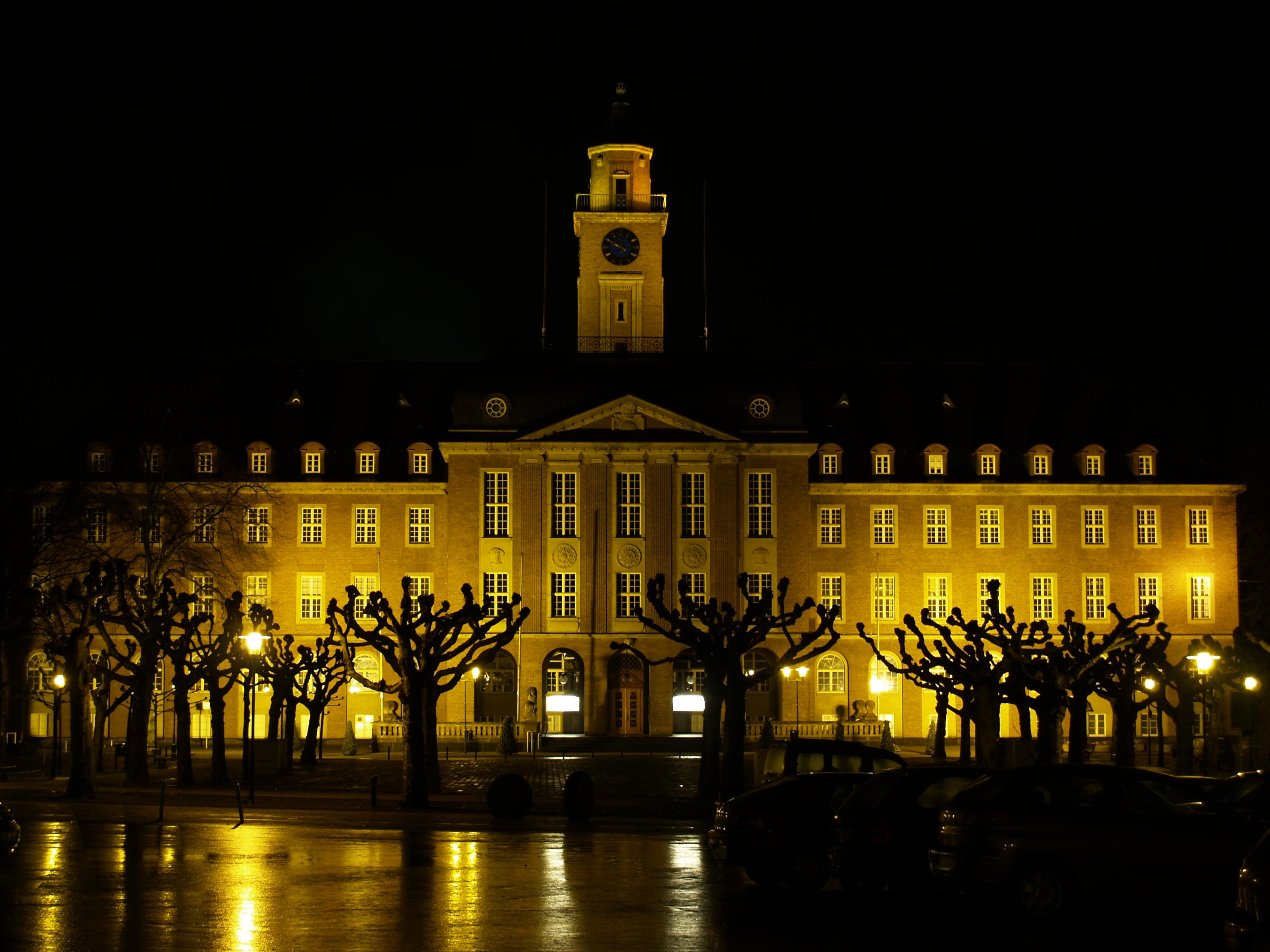
Ратуша Герне вночі